# Achaius erythrothorax
Achaius erythrothorax là một loài tò vò trong họ Ichneumonidae.